# Canuto II da Dinamarca
Canuto II, o Grande (em nórdico antigo:  Knútr inn ríki; Dinamarca, c. 990 – Shaftesbury, 12 de novembro de 1035) foi rei da Dinamarca, Inglaterra e Noruega, juntos muitas vezes referidos como o Império do Mar do Norte. No entanto, após a morte de seus herdeiros dentro de uma década após a sua própria morte, e havendo o evento da conquista normanda da Inglaterra em 1066, este legado foi perdido.
Como príncipe dinamarquês, Canuto II conquistou o trono da Inglaterra em 1016, no início de séculos de atividade viking no noroeste da Europa. Sua posterior ascensão ao trono dinamarquês em 1018 uniu as coroas da Inglaterra e da Dinamarca. Canuto II procurou manter essa base de poder unindo dinamarqueses e ingleses sob laços culturais de riqueza e costume, bem como através de pura brutalidade. Após uma década de conflito com os oponentes na Escandinávia, Canuto II reivindicou a coroa da Noruega e também tomou o controle de algumas cidades da Suécia como Sigtuna que inclusive tinham moedas que o proclamavam como rei apesar de nunca ter sido oficialmente coroado.

## Nascimento e infância
Knútr inn ríki, posteriormente conhecido como Canuto II, nasceu na Dinamarca. Filho de Sveinn Haraldsson tjúguskegg, descendente de Haroldo Bluetooth, foi integrante de uma linha de grandes guerreiros escandinavos. Mitos sobre sua trajetória de vida produzidas durante a Alta Idade Média, afirmam que Canuto II seria filho de uma princesa polonesa, a quem chamam Gunhild que é filha de Burislav, rei dos Vendos, indicando uma linhagem mitológica. Apesar disso, o Canuto II também tem fortes vínculos com o cristianismo, uma vez que, seu avô Haroldo Bluetooth ocupava o trono dinamarquês na época em que os dinamarqueses começaram o processo de cristianização.
Alguns indícios da infância de Canuto II podem ser encontrados no Flateyjarbók, uma fonte do século XIII, que diz que ele foi ensinado a ser soldado pelo comandante Thorkell, o Alto.:197–198 Sua data de nascimento, como o nome de sua mãe, é desconhecida ao certo. porém, em um Knútsdrápa escrito pelo poeta Óttarr svarti, há uma afirmação de que Canuto II não era "de grande idade" quando foi para a guerra pela primeira vez. Também menciona uma batalha identificável com a invasão da Inglaterra de Sueno I e o ataque à cidade de Norwich, em 1003.
Sobre a morte de Sueno I após alguns meses como rei, Haroldo II sucedeu-o como rei da Dinamarca, enquanto os viquingues e o povo dinamarquês imediatamente elegeram Canuto II como rei na Inglaterra. No entanto, a nobreza inglesa teve uma visão diferente que era o Etelredo II. O rei restaurado rapidamente liderou um exército contra Canuto II, que fugiu com seu exército para a Dinamarca. Acredita-se que Haroldo II tenha oferecido ao Canuto II o comando de algumas forças para outra invasão da Inglaterra, com a condição de que ele não continuasse a pressionar sua reivindicação.

## Conquista da Inglaterra
Apesar de Canuto II ter sido eleito rei da Inglaterra e da Dinamarca, não pode assumir nenhum dos dois reinos, fazendo com que deixasse o trono inglês para o rei que havia sido exilado no ano de 1013, Etelredo II. Já o trono da Dinamarca acabou por ficar sob o comando de seu irmão Haroldo, assim Canuto II deu início à organização de tropas para a invasão da Inglaterra na qual pretendia retomar o trono inglês.

### Invasão do sul até Londres
Assim, no ano de 1015, Canuto começa a invasão pela região de Wessex. As tropas de Canuto II são estimadas em 10 mil soldados embarcados em cerca de 200 navios, fazendo com que levassem cerca de um ano até que ele e suas tropas percorressem a trajetória de aproximadamente 124 km de Southampton, local do desembarque, até Londres, tomando as cidades e povoados, além de castelos 

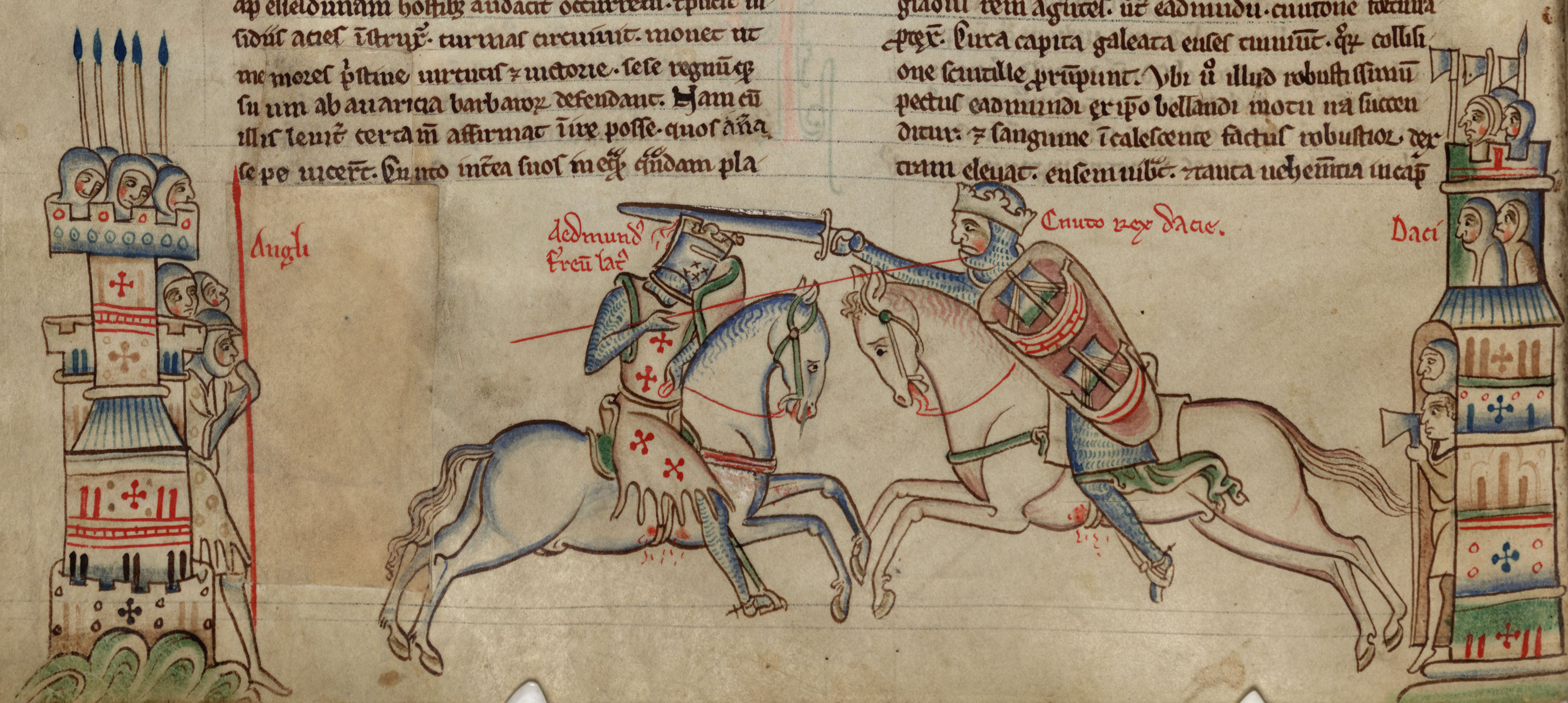
Iluminura da Batalha de Assandun, mostrando o rei Edmundo (esquerda) e Canuto II (direita)

e fortalezas que estivessem pelo caminho, chegando a Londres na primavera de 1016 e formando um cerco à cidade. Alguns dias após o início do cerco, o rei Etelredo II vem a morrer, levando assim os eleitores a votarem o sucessor do trono novamente. Os eleitores concentrados em Londres escolhem Edmundo II como rei de toda a Inglaterra; porém, os eleitores concentrados em Southampton, cidade ocupada por Canuto II e seus aliados, elegem o general dano como rei, criando mais uma das inúmeras crises sucessórias da história da Inglaterra. Essa rixa sucessória criou uma guerra de sucessão que culminou na batalha de Assandun, na qual as tropas inglesas foram dizimadas pelos soldados que estavam sob o comando do rei Canuto II, fazendo com que o rei Edmundo II aceitasse ceder todo do reino ao norte do rio Tamisa; só estaria completa a conquista de Canuto II à Inglaterra, entretanto, no dia 30 de novembro de 1016, quando Edmundo II morre e todos os eleitores proclamam que o rei de toda a Inglaterra e rei dos anglos é Canuto II da Dinamarca. Um ano depois ele é coroado pelas mãos do Arcebispo da Cantuária — à época, Lyfing.

### Reinado na Inglaterra
Como rei dinamarquês da Inglaterra, Canuto II foi rápido em eliminar qualquer descendente da poderosa dinastia Wessex. O primeiro ano de seu reinado foi marcado pelas execuções de vários nobres ingleses que ele considerava suspeitos. Os filhos de Etelredo II com Emma da Normandia fugiram sob a proteção de seus parentes no Ducado da Normandia. Em julho de 1017, Canuto II se casa com a rainha Ema, viúva de Etelredo II e filha de Ricardo I, Duque da Normandia. Mais tarde, ele proclama seus filhos com Emma como legítimos herdeiros. Enquanto seus dois filhos de seu casamento com Elgiva de Northampton, sua concubina, foram mantidos à margem na corrida ao trono. Canuto II baseando-se na tendência inglesa de agrupar vários condados sob um mesmo líder, dividiu o país em quatro grandes unidades administrativas. Os responsáveis por essas províncias foram designados condes, um título de origem escandinava já em uso localizado na Inglaterra. Wessex foi inicialmente mantido sob o controle pessoal de Canuto II, enquanto Nortúmbria foi para Érico da Noruega, Anglia oriental para Thorkell, o alto, e Mércia permaneceu nas mãos de Eadrico Streona.:121

## Canuto II como estadista

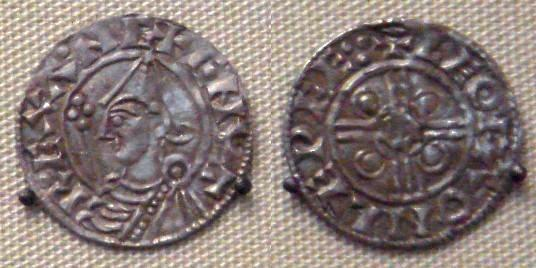
Moeda de Canuto II, que encontra-se no museu britânico.

Canuto II foi lembrado como um sábio e bem-sucedido rei da Inglaterra. Assim, ouvimos falar dele, ainda hoje, como um homem religioso. Apesar do fato de que ele estava em uma relação indiscutivelmente pecaminosa, com duas esposas, e o tratamento severo que ele lidou com seus companheiros adversários cristãos durante a repartição da Inglaterra recém conquistada. Sob seu reinado, Canuto II reuniu os reinos inglês e dinamarquês, e os povos escandinavos e saxões viram um período de domínio e paz em toda a Escandinávia, bem como dentro das Ilhas Britânicas. Canuto II também fortaleceu a moeda, iniciando uma série de moedas de igual peso para que fossem usadas na Dinamarca e em outras partes da Escandinávia que pertencessem aos domínios do Imperador.

## Conquista e reinado na Dinamarca
Quando em 1018, por motivo da morte do seu irmão, Haroldo II da Dinamarca, o monarca inglês teve que ausentar-se da Inglaterra para que pudesse garantir que herdaria o trono dinamarquês, para isso ser possível alguém teria de ficar no comando da Inglaterra até que ele retornasse, o escolhido foi um dos homens de confiança, ao que já havia sido confiado uma das regiões da nova divisão da Inglaterra, Thorkell, o Alto conde da Ânglia Oriental. Assim Canuto II teve mais confiança que poderia ir a Dinamarca conquistar seu novo trono sem perder ou pôr em risco o atual trono. Foi relativamente fácil a tomada do poder dinamarquês uma vez que Canuto II era desejado como monarca antes mesmo de seu irmão assumir, assim ele tornou-se rei de dois dos três reinos mais importantes do norte europeu, Inglaterra e Dinamarca, para que pudesse manter o poder na Dinamarca, uma vez que preferia ficar no trono inglês ao seu reino natal. Canuto nomeia um regente para que comande a Dinamarca, uma espécie de vice-rei que responderia apenas ao rei Canuto II, o escolhido para este posto seria Ulfo Thorgilsson, cunhado de Canuto II e um dos comandantes da tomada da Inglaterra.

## Conquista e reinado na Noruega

Império do Mar do Norte 1030

Este poder extra acaba causando muita inquietação dos reis da Noruega e Suécia, Olavo II e Anundo Jacó respectivamente, que aliaram-se ao regente de Canuto II, Ulfo Thorgilsson, esta aliança tentou tomar o trono dinamarquês em 1025, fazendo com que Canuto II voltasse da Inglaterra para conter a tentativa de usurpar o trono dinamarquês. As tentativas foram rapidamente repelidas quando em 1026 acontece a batalha de Oslofjord o reino de Canuto além de deter as tentativas de tomada de poder obtém a soberania sobre a Noruega, uma batalha que contou com uma frota de 50 navios do próprio Canuto, mas também contou com forte apoio dos navios vindos da Dinamarca, assim dá-se início a extensão máxima do Império do Mar do Norte.

## Relação com a Igreja Católica
As relações que Canuto II estabelecia com a Igreja Católica são difíceis de ser determinadas já que não se sabe se as relações eram por devoção à fé cristã ou era meramente uma forma de reforçar a sua autoridade sobre seus vassalos, é sabido que ele era cristão desde antes de ser sagrado rei já que a região da Escandinávia havia sido cristianizada no século VIII. Entretanto, Canuto II não praticava o cristianismo em todos os seus aspectos, uma vez que ele mantinha uma relação aberta com sua concubina chamada Elgiva de Northampton simultaneamente com seu casamento com Ema e isso causava um enorme desconforto entre o rei e o clero.

### Benfeitorias aos Bispos
e em um esforço para se reconciliar com seus clérigos, Canuto reparou todas as igrejas e mosteiros ingleses que foram vítimas do saque dos Vikings e reabasteceu seus cofres. Ele também construiu novas igrejas e foi um patrocinador sincero de comunidades monásticas. Sua terra natal, a Dinamarca, era uma nação cristã em ascensão, e o desejo de melhorar o aspecto desta religião ainda eram novos. Como exemplo, a primeira igreja de pedra registrada para ter sido construída na Escandinávia foi em Rosquilda, em 1027, e seu patrono era a irmã de Canuto, Estride Svendsdatter.
Suas doações ecumênicas eram muitas vezes exuberantes.:125 Terras foram dadas ao clero, juntamente com isenção de impostos e relíquias. Outro ponto a favor de Canuto II foi Winchester, perdendo apenas para a diocese da Cantuária em termos de riqueza.:124–125 Old Minster foi o destino de um santuário para as relíquias de São Birino. No entanto, é importante lembrar que nem todos os clérigos ingleses estavam ao seu favor, e a tributação foi amplamente sentido. Suas atitudes em relação à cidade de Londres claramente não eram boas. Os mosteiros de Ely e Glastonbury aparentemente não estavam em boas condições.:104
Canuto II não limitou-se aos seus territórios para as suas benfeitorias e doações. Entre elas estavam um envio de um Saltério e sacramentário feito em Peterborough, que tinha grande reconhecimento por suas iluminuras de grandiosa qualidade neste período, para Colônia e um livro escrito em ouro, para Guilherme, o Grande da Aquitânia.:95–98

### As Romarias
Após essas conquistas bélicas Canuto II foi fazer uma peregrinação para Roma, uma prática muito comum entre os católicos e poderia ser usada para motivações políticas uma vez que o Papa era uma figura que exercia poder temporal equivalente a um rei ou príncipe, e exercia grande influência sobre os demais príncipes europeus. Outro aspecto que também deve ser levado em consideração e o aspecto religioso que permeava a ida até Roma, uma vez que os chefes de estado e líderes militares medievais tendiam a ter um forte vínculo religioso e suas ações muitas das vezes eram balizadas por critérios religiosos.
Nessa peregrinação ocorreu um encontro com Papa João XIX, nesse período que Canuto II estava em Roma ele acabou por presenciar a coroação do sagrado Imperador romano Conrado II, essa coroação reuniu os mais poderosos senhores da Europa em Roma dentre eles o próprio Papa, o sagrado imperador de Roma, que era tido como o herdeiro do grande legado do Império Romano, e um senhor do norte que havia acabado de conquistar o mar do norte e submeter três grandes reinos ao seu controle. Além de Rodolfo III de Borgonha e os bispos que eram eleitores do sacro império.

### Controvérsias religiosas
É difícil determinar se as atitudes de Canuto II em relação à Igreja Católica derivada da profunda devoção religiosa ou era apenas um meio de reforçar o domínio de seu regime sobre o povo. Há evidências de louvor pela religião pagã, enquanto outros líderes vikings insistiam na rígida observação da linha cristã, como Santo Olavo.:197 No entanto, ele também demonstra o desejo de uma nação cristã respeitável dentro da Europa. Em 1018,:143 algumas fontes sugerem que ele estava na igreja da Cantuária no retorno do Arcebispo Lyfing de Roma, para receber cartas de exortação do Papa. Ele foi da Cantuária para o Witenagemot em Oxford, com o Arcebispo Wulfstan de York presente.

## Morte, sucessão e legado
Ao retornar de Roma para o seu reino na Inglaterra, Canuto contraiu uma doença, que primeiro se mostrou sob a forma do que é chamado de icterícia. Ele ficou deitado na cama durante o verão e no outono morreu, em 13 de novembro de 1035, na cidade de Winchester, onde foi enterrado. Ele tinha trinta e sete anos de idade, governando por vinte e quatro na Inglaterra e sete na Noruega.
Após a sua morte, o Império do Mar do Norte foi dissolvido novamente nos reinos que o originaram: Inglaterra, Dinamarca e Noruega — ficando respectivamente sobre os reinados de Haroldo I, Canuto III e Magno I. uma vez que a sucessão destes reinos que Canuto II havia aglomerado não eram hereditários e sim eletivos. Deste modo a união entre os maiores reinos do norte da Inglaterra durou pouquíssimo tempo, todavia neste período de nove anos todos os três reinos foram beneficiados com uma crescente comercial uma vez que faziam parte da mesma suserania.
E quando os normandos invadem e conquistam a Inglaterra em 1066 sobre o comando de Guilherme I eles implantam o sistema hierárquico vigente na França à época, porém mantem o termo Earl para referir-se a condes na parte insular, porém na parte continental optaram por manter o termo Count uma vez que tinham como intenção evitar que os Ingleses tivessem lembranças do Imperador Canuto II.

## Cultura popular
Canuto II aparece na lenda de Rei Canuto e a maré. Esta lenda diz que o rei Canuto II, o Grande, foi um monarca poderoso no seu tempo e senhor do imenso Império do Mar do Norte, que abrangia toda a Inglaterra, Dinamarca, Noruega e partes da atual Suécia. Tempos depois de sua morte, o historiador inglês Henrique de Huntingdon escreveria que o rei Canuto II estava no apogeu de seu reinado quando pediu que seu trono fosse colocado na praia e, ao começar a subir a maré, ordenou ao oceano que não penetrasse em seus domínios. Mas a maré continuava a subir, como de costume, sem qualquer reverência por sua realeza. As águas já cobriam suas canelas, quando o rei se afastou, dizendo: Que todos saibam que o poder dos reis é vão e inútil, que não existe ninguém digno do nome de rei, a não ser Aquele a quem o céu, a terra e o mar obedecem por leis eterna. Desde então o rei Canuto nunca mais colocou a coroa sobre sua cabeça, dedicando-a ao rei todo-poderoso.